# 16144 Korsten
A 16144 Korsten (ideiglenes jelöléssel 1999 XK144) a Naprendszer kisbolygóövében található aszteroida. Charles W. Juels fedezte fel 1999. december 15-én.